# Guilherme Clézar
Guilherme Clézar (ur. 31 grudnia 1992 w Porto Alegre) – brazylijski tenisista, reprezentant w Pucharze Davisa.

## Kariera tenisowa
Najwyżej sklasyfikowany w rankingu singlistów był na 153. miejscu (3 sierpnia 2015), natomiast w zestawieniu deblistów na 171. pozycji (15 sierpnia 2016).
W 2010 roku Clézar zdobył brązowy medal igrzysk Ameryki Południowej w grze pojedynczej.
W 2014 roku zadebiutował w reprezentacji Brazylii w Pucharze Davisa.

### Zwycięstwa w turniejach ATP Challenger Tour w grze pojedynczej
| Końcowy wynik | Nr | Data             | Turniej    | Nawierzchnia | Przeciwnik      | Wynik finału |
| ------------- | -- | ---------------- | ---------- | ------------ | --------------- | ------------ |
| Zwycięzca     | 1. | 12 maja 2012     | Rio Quente | Twarda       | Paul Capdeville | 7:6(4), 6:3  |
| Zwycięzca     | 2. | 22 września 2013 | Campinas   | Ceglana      | Facundo Bagnis  | 6:4, 6:4     |